# 뉴 포트 사우스
《뉴 포트 사우스》(영어: New Port South)는 미국에서 제작된 카일 쿠퍼 감독의 2001년 드라마 영화이다. 윌 에스터스, 토드 필드 등이 출연하였고, 빌리 히긴스 등이 제작에 참여하였다.

## 출연
- 토드 필드
- 윌 에스터스
- 블레이크 실즈
- 케빈 크리스티
- 멀리사 조지
- 레이먼드 J. 배리
- 게이브리얼 맨
- 닉 샌다우
- 마이클 섀넌
- 마이클 스탈데이비드

## 기타 제작진
- 배역: 케리 바든, 빌리 홉킨스, 수잰 스미스
- 미술: 마허 아매드
- 의상: 멀린다 에셜먼